# Atletik under sommer-OL 2020 - 3000 meter forhindringsløb (herrer)
3000 meter forhindringsløb for herrer under Sommer-OL 2020 fandt sted den 30. juli og 2. august 2021.

## Medaljefordeling
| Medaljetagere                 | Medaljetagere            | Medaljetagere          | Medaljetagere |
| ----------------------------- | ------------------------ | ---------------------- | ------------- |
| Guld                          | Sølv                     | Bronze                 |               |
| Soufiane El Bakkali · Marokko | Lamecha Girma · Etiopien | Benjamin Kigen · Kenya |               |

## Turneringsformat
Der er kvalificeret 45 løbere til konkurrencen, der bliver afviklet med 3 indledende heats og finalen. Efter de indledende heats går de fire bedste fra hvert heat og de tre bedste tider direkte til finalen, hvor medaljerne bliver fordelt. 

## Tidsplan
Nedenstående tabel viser tidsplanen for afvikling af konkurrencen:

Japan Standard Time (JST), UTC +9
| Dato      | Tid   | Runde  |
| --------- | ----- | ------ |
| 30. juli  | 09:00 | Heats  |
| 2. august | 21:15 | Finale |

## Resultater

### Heat 1
| Placering | Atlet            | Nationalitet   | Resultat | Note   |
| --------- | ---------------- | -------------- | -------- | ------ |
| 1         | Lamecha Girma    | Etiopien       | 8:09.83  | Q      |
| 2         | Ryuji Miura      | Japan          | 8:09.92  | Q      |
| 3         | Benjamin Kigen   | Kenya          | 8:10.80  | Q, SB  |
| 4         | Ala Zoghlami     | Italien        | 8:14.06  | PB, q  |
| 5         | Mohamed Tindouft | Marokko        | 8:15.91  | q      |
| 6         | John Gay         | Canada         | 8:16.99  | PB, q  |
| 7         | Djilali Bedrani  | Frankrig       | 8:20.23  | (.223) |
| 8         | Mason Ferlic     | USA            | 8:20.23  | (.226) |
| 9         | Albert Chemutai  | Uganda         | 8:29.81  |        |
| 10        | Vidar Johansson  | Sverige        | 8:32.86  |        |
| 11        | Karl Bebendorf   | Tyskland       | 8:33.27  |        |
| 12        | Carlos Sanmartin | Colombia       | 8:33.47  |        |
| 13        | Phil Norman      | Storbritannien | 8:46.57  |        |
| -         | Fernando Carro   | Spanien        | -        | DNF    |
| -         | John Koech       | Bahrain        | -        | DNF    |

### Heat 2
| Placering | Atlet                | Nationalitet   | Resultat | Note  |
| --------- | -------------------- | -------------- | -------- | ----- |
| 1         | Abraham Kibiwott     | Kenya          | 8:12.25  | Q     |
| 2         | Getnet Wale          | Etiopien       | 8:12.55  | Q     |
| 3         | Ahmed Abdelwahed     | Italien        | 8:12.71  | Q     |
| 4         | Matthew Hughes       | Canada         | 8:13.56  | SB, q |
| 5         | Yemane Haileselassie | Eritrea        | 8:14.63  | SB, q |
| 6         | Benard Keter         | USA            | 8:17.31  | PB, q |
| 7         | Avinash Sable        | Indien         | 8:18.12  | NR    |
| 8         | Sebastián Martos     | Spanien        | 8:23.07  |       |
| 9         | Ryoma Aoki           | Japan          | 8:24.82  |       |
| 10        | Abdelkarim Ben Zahra | Marokko        | 8:28.63  | SB    |
| 11        | Edward Trippas       | Australien     | 8:29.90  |       |
| 12        | Louis Gilavert       | Frankrig       | 8:36.35  |       |
| 13        | Emil Blomberg        | Sverige        | 8:39.57  |       |
| 14        | Zak Seddon           | Storbritannien | 8:43.29  |       |
| 15        | Hicham Bouchicha     | Algeriet       | 8:44.75  |       |

### Heat 3
| Placering | Atlet                | Nationalitet | Resultat | Note  |
| --------- | -------------------- | ------------ | -------- | ----- |
| 1         | Soufiane El Bakkali  | Marokko      | 8:19.00  | Q     |
| 2         | Topi Raitanen        | Finland}     | 8:19.17  | Q, SB |
| 3         | Alexis Phelut        | Frankrig     | 8:19.36  | Q     |
| 4         | Osama Zoghlami       | Italien      | 8:19:51  |       |
| 5         | Leonard Bett         | Kenya        | 8:19:62  |       |
| 6         | Hillary Bor          | USA          | 8:19:80  |       |
| 7         | Ben Buckingham       | Australien   | 8:20:95  | PB    |
| 8         | Ole Hesselbjerg      | Danmark      | 8:24:08  |       |
| 9         | Bikila Tadese Takele | Etiopien     | 8:24:69  |       |
| 10        | Altobeli da Silva    | Brasilien    | 8:29:17  |       |
| 11        | Simon Sundström      | Sverige      | 8:29:34  |       |
| 12        | Kosei Yamaguchi      | Japan        | 8:31:27  |       |
| 13        | Daniel Arce          | Spanien      | 8:38:09  |       |
| 14        | Matthew Clarke       | Australien   | 8:42:37  |       |

### Finale
| Placering | Atlet                | Nationalitet | Resultat | Note |
| --------- | -------------------- | ------------ | -------- | ---- |
| 1         | Soufiane El Bakkali  | Marokko      | 8:08.90  |      |
| 2         | Lamecha Girma        | Etiopien     | 8:10.38  |      |
| 3         | Benjamin Kigen       | Kenya        | 8:11.45  |      |
| 4         | Getnet Wale          | Etiopien     | 8:14.97  |      |
| 5         | Yemane Haileselassie | Eritrea      | 8:15.34  |      |
| 6         | Matthew Hughes       | Canada       | 8:16.03  |      |
| 7         | Ryuji Miura          | Japan        | 8:16.90  |      |
| 8         | Topi Raitanen        | Finland      | 8:17.44  |      |
| 9         | Ala Zoghlami         | Italien      | 8:18.50  |      |
| 10        | Abraham Kibiwott     | Kenya        | 8:19.41  |      |
| 11        | Benard Keter         | USA          | 8:22.12  |      |
| 12        | Alexis Phelut        | Frankrig     | 8:23.14  |      |
| 13        | Mohamed Tindouft     | Marokko      | 8:23.56  |      |
| 14        | Ahmed Abdelwahed     | Italien      | 8:24.34  |      |
| 15        | John Gay             | Canada       | 8:35.41  |      |